# Yuhi III Mazimpaka
Yuhi III Mazimpaka (Yuhi wa Gatatu Mazimpakâ) va ser el Mwami (rei) del regne de Ruanda del 1642 al 1675.
És recordat com un jove rei excepcionalment atractiu. Era un home força intel·ligent i creatiu. Es diu que va ser un pintor amb paraules (umusizi) poeta i un profeta. Va revelar dels seus somnis l'arribada d'una pàl·lida carrera de persones en molts anys després de la seva mort que conduiria a la caiguda del seu regne.
El rei Yuhi III va encarregar la construcció d'una casa de tres pisos, formada per troncs d'arbres, canyes i palles de gespa en un lloc conegut com a Kamonyi. Es creu que ha estat la primera casa pairal construïda a Ruanda.
Va patir ocasionalment una malaltia mental a causa de la seva combinació de meditacions/visions i el funcionament diari del Regne. Va morir d'una lesió a la cama que va patir per intentar submergir-se d'una roca alta en un llac on havia anat a nedar.